# Коцюбинський Хома Михайлович
Хома Михайлович Коцюбинський (7 (19) жовтня 1870, Вінниця — 1 травня 1956, Чернігів) — український літературознавець, молодший брат Михайла Коцюбинського, батько Михайлини Коцюбинської.

## Життєпис
Систематичної освіти не отримав. Навчався у Шаргородській бурсі, потім — у Московському народному університеті ім. Шанявського (де свого часу вчився російський поет Сергій Єсенін та український поет-боротьбист Гнат Михайличенко), на економічному факультеті.
Працювати почав 1895 року, будучи студентом. Після закінчення університету (1896) переїхав до С.-Петербурга, де вступив на посаду бібліотекаря Міністерства фінансів. Одночасно був «членом-соревнователем» Вільно-економічного та Географічного товариств, опікуном (попечителем) «Отдела защиты детей от жестокого обращения», а також «Приюта-общества попечения о бедных и больных детях».
У цей же час був секретарем «Товариства видання загальнокорисних дешевих книг українською мовою» («Общество издания общеполезных дешевых книг на украинском языке»).
Був бібліотекарем петербурзької української «Громади».
Січень 1901 — за розпорядженням градоначальника Петербурга за участь у нелегальних гуртках (зокрема, у гуртку з розповсюдження книг українською мовою) був висланий в адміністративному порядку на Волинь, де одержав посаду контролера горілчаних заводів при губернському акцизному управлінні.
1905 — призначений помічником наглядача акцизних зборів Волинської губернії.
1915 — через наступ німців на Волинь був евакуйований до Чернігова, де працював на тій же посаді у Чернігівському акцизному управлінні. Того ж року призначений завідувачем інспекції дрібного кредиту по Чернігівській губернії.
1917–1923 — організував у Чернігові профспілку «Фінконтруд», був головою комісії особового складу профспілки радянських службовців, членом правління «Сільгоспсоюзу» тощо.
Початок 1920-х рр. — померла його перша дружина, з якою Х.Коцюбинський мав 4 дітей.
1923 — переїхав до Києва.
1923–1925 — працював директором 1-го Зразкового дитбудинку кооперації. У цей час познайомився з Катериною Бедрізовою, вірменкою родом із Феодосії, яка працювала вихователем у тому ж дитбудинку. Згодом вони одружилися.
З жовтня 1925 брав активну участь у організації комісії з увічнення пам'яті М.Коцюбинського у Вінниці.
1927–1934 — був першим директором музею М.Коцюбинського у Вінниці.
У цей час з-під його пера вийшли численні спогади, нотатки, статті про М.Коцюбинського: «Моя остання зустріч з братом», «Рід М.Коцюбинського», «Спогади про ранні роки М.Коцюбинського», «Коротенька історія будинку-музею Михайла Коцюбинського», «Заповідник М.Коцюбинського».
Після Х.Коцюбинського посаду директора музею обійняв Роман Михайлович Коцюбинський, молодший син Михайла Коцюбинського.
З 1935 і до смерті був першим директором Чернігівського музею М.Коцюбинського, що його організацією займався з 1934 р.
1941 — під його керівництвом фонди музею були евакуйовані до м. Уфа.
1941–1942 — старший науковий співробітник Інституту суспільних наук АН УРСР (в евакуації).
1942–1943 — співробітник відділу історії української літератури, 1943–1944 — завідувач рукописного відділу Інституту мови і літератури ім. Т. Г. Шевченка.
1944 — завідувач рукописного відділу Інституту української літератури ім. Т. Г. Шевченка.
1943 — нагороджений орденом Трудового Червоного Прапора «за видатні заслуги з увічнення пам'яті М.Коцюбинського».
1946 — нагороджений медаллю «За доблестный труд».
Похований у Чернігові (могила на міському цвинтарі).
В УРЕ та УЛЕ не представлений.

## Родина

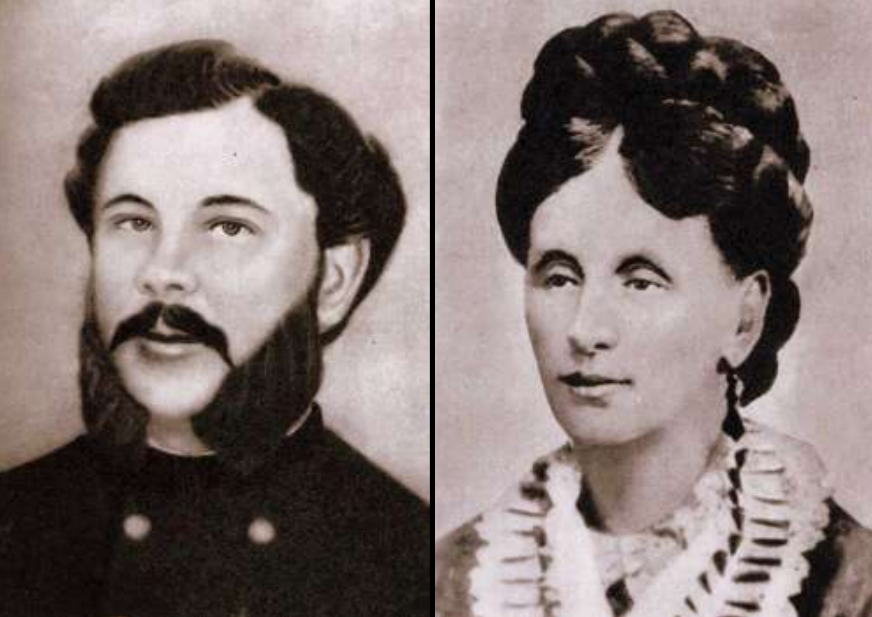
Коцюбинські: Михайло Матвійович та Гликерія Максимівна

Батько Хоми Коцюбинського, Михайло Матвійович, працював дрібним службовцем. Мати — Гликерія Максимівна (пом. 1917), до шлюбу Абаз.
У Хоми було два брати, Михайло (класик української літератури) й Леонід; та дві сестри, Лідія (пом. 1916) та Ольга.
Дружина — Катерина Бедризова, кримська вірменка за походженням, познайомилася із Хомою у Києві, у дитячому будинку, де обидва були педагогами. 1929 року Бедризову-Коцюбинську звинуватили в українському націоналізмі, і лише вірменське походження врятувало її від включення до кримінальної справи на членів так званої Спілки Визволення України.
Донька — Михайлина — український філологиня та літературознавиця, активна учасниця руху шістдесятників. Виховувала удочерену дівчинку Тетяну.